# Dahle (Altena)
Dahle ist ein Stadtteil von Altena im Sauerland. Dahle ist der östlichste Stadtteil Altenas an der Stadtgrenze zu Neuenrade.

## Geschichte
Dahle war bis 1968 eine eigenständige Gemeinde und gehörte zum Amt Neuenrade. Am 1. Januar 1969 wurde Dahle bei einer Gebietsreform (Gesetz zur Neugliederung des Landkreises Altena und der kreisfreien Stadt Lüdenscheid) nach Altena eingemeindet.

### Einwohnerentwicklung
- 1925:[2] 1157 Einwohner
- 1933:[2] 1294 Einwohner
- 1939:[2] 1525 Einwohner
- 1961:[3] 2494 Einwohner
- 2010:[4] 2537 Einwohner

### Verkehr
Im Jahr 1921 erfolgte ein Anschluss an die Iserlohner Kreisbahn von Hemer / Ihmert aus, ab 1926 stand auch die Verbindung nach Altena. 1933 wurde der Personenverkehr stillgelegt. Von 1940 bis 1956 fuhren dann noch einmal Züge bis Altena, während die Strecke nach Hemer nicht reaktiviert wurde. Der Güterverkehr auf der Strecke wurde 1958 eingestellt.

## Geografie
Dahle liegt im oberen Nettetal am Fuße des Kohlbergs. Durch den Ort führt die Landesstraße 698. Die nächsten Autobahnanschlüsse sind an der A 46 in Iserlohn und an der A 45 bei Lüdenscheid. Nördlich von Dahle liegt das Naturschutzgebiet Auf dem Giebel mit seinen zwei Wacholderheiden.

## Wirtschaft und Infrastruktur
Seit Ende der 1970er-Jahre hat der Strick- und Häkelnadelhersteller Gustav Selter seinen Standort aus dem Industriegebiet im Nettetal nach Dahle verlegt. Im Ort befinden sich ein Hallen- und Freibad und eine Grundschule. Dahle hat einen Ortsvorsteher. Der Ort ist über drei Buslinien an Altena und Neuenrade angeschlossen.

## In Dahle geborene Persönlichkeiten
- Helmut Rellergerd (* 1945), Romanautor
- Geriet Schieske (1945–2023), Regisseur, Autor und Schauspieler